# الكسندر أهل هولمزتروم
الكسندر أهل هولمزتروم (بالسويدية: Alexander Ahl Holmström)‏ هو لاعب كرة قدم سويدي في مركز الوسط، ولد في 4 أبريل 1999 في السويد. لعب مع نادي كالمار.

## وصلات خارجية
- الكسندر أهل هولمزتروم على موقع اتحاد السويد (السويدية)
- الكسندر أهل هولمزتروم على موقع قاعدة بيانات كرة القدم.إي يو (الإنجليزية)
- الكسندر أهل هولمزتروم على موقع Soccerway.com (الإنجليزية)
- الكسندر أهل هولمزتروم على موقع عالم كرة القدم.نت (الإنجليزية)